# Zbocze Bydgoskie

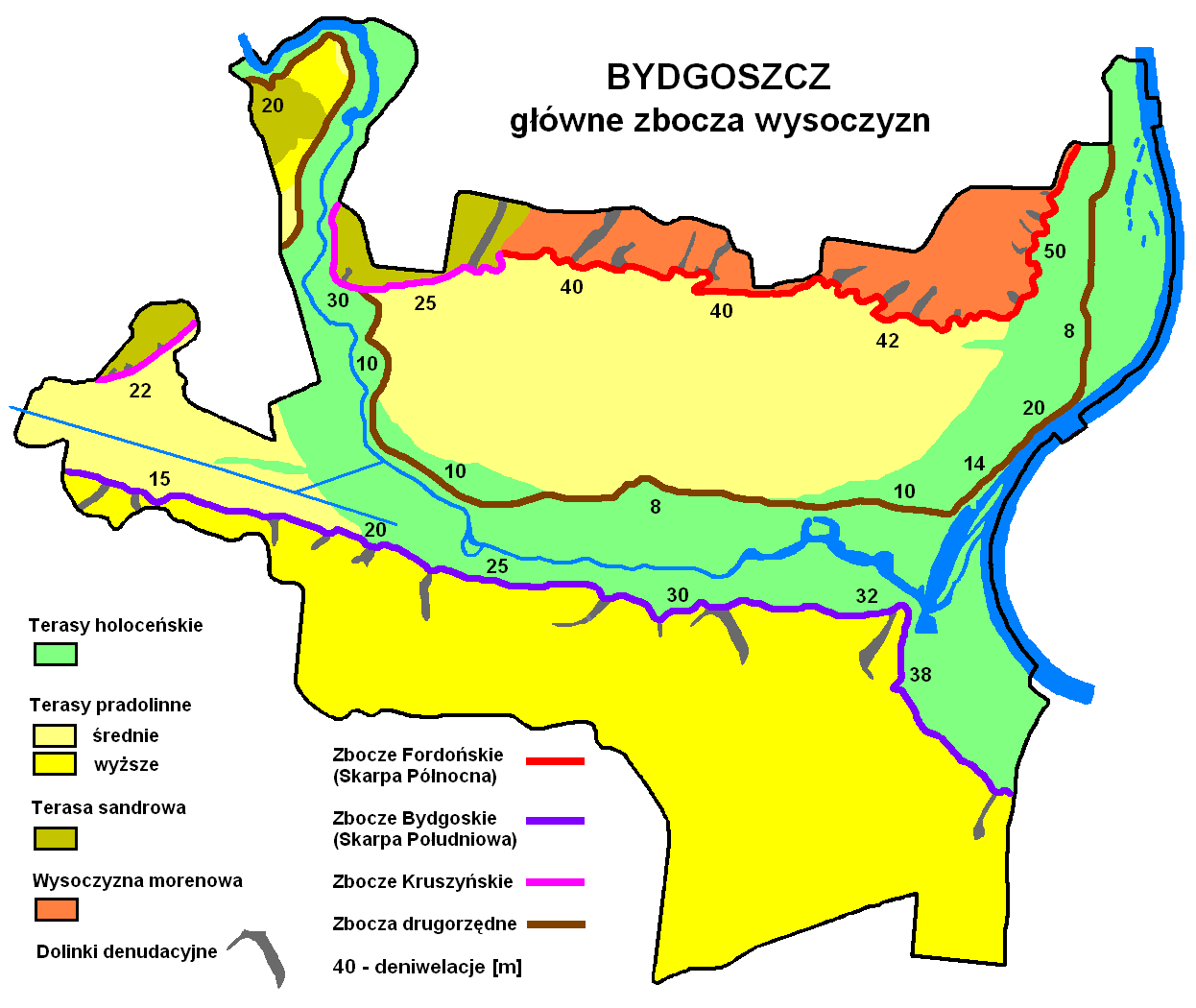
Schemat Zbocza Bydgoskiego

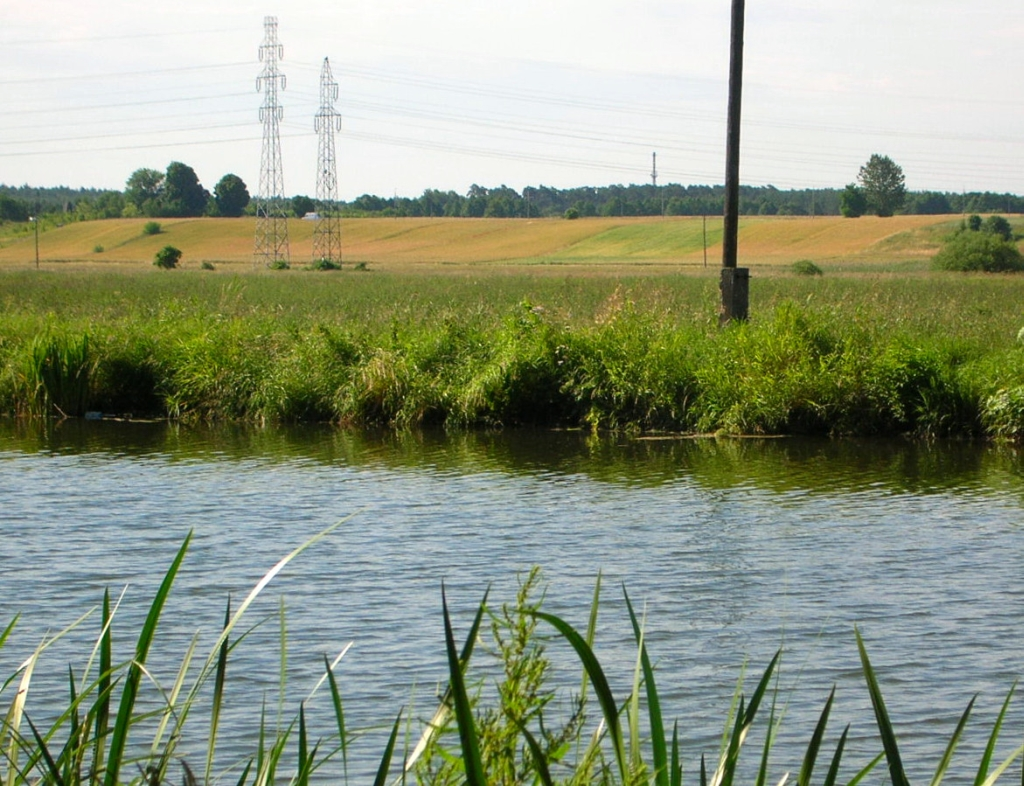
Stosunkowo niskie zbocze na Prądach – widok znad Kanału Bydgoskiego

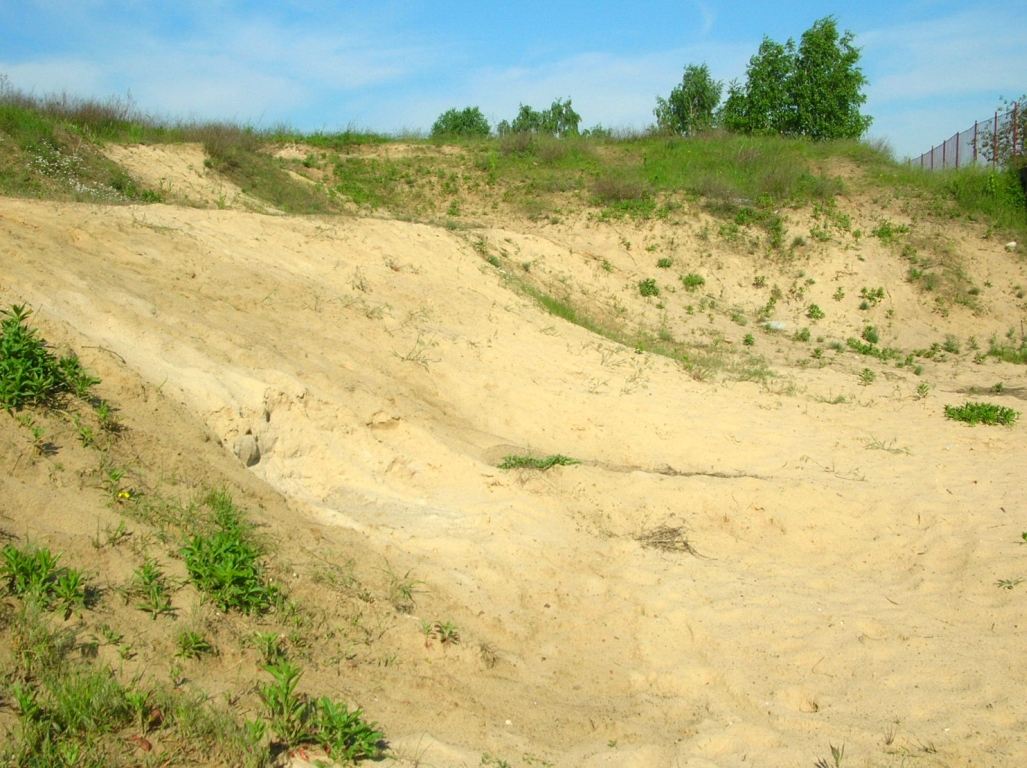
Osuwiska na Miedzyniu

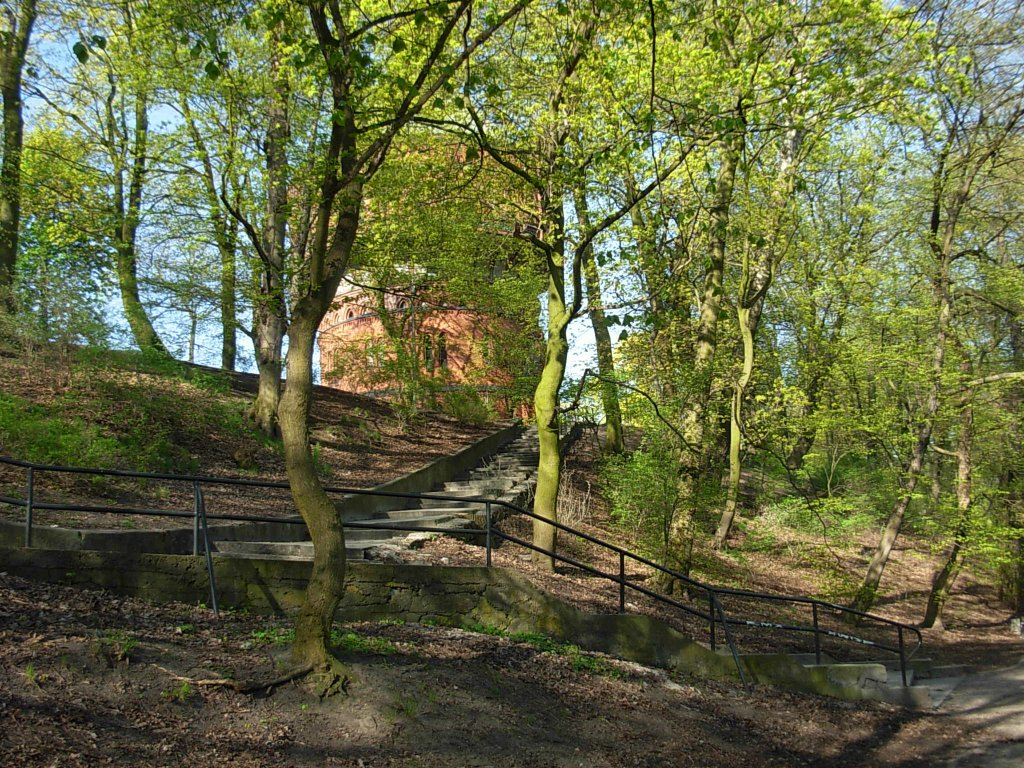
W parku Wzgórze Dąbrowskiego

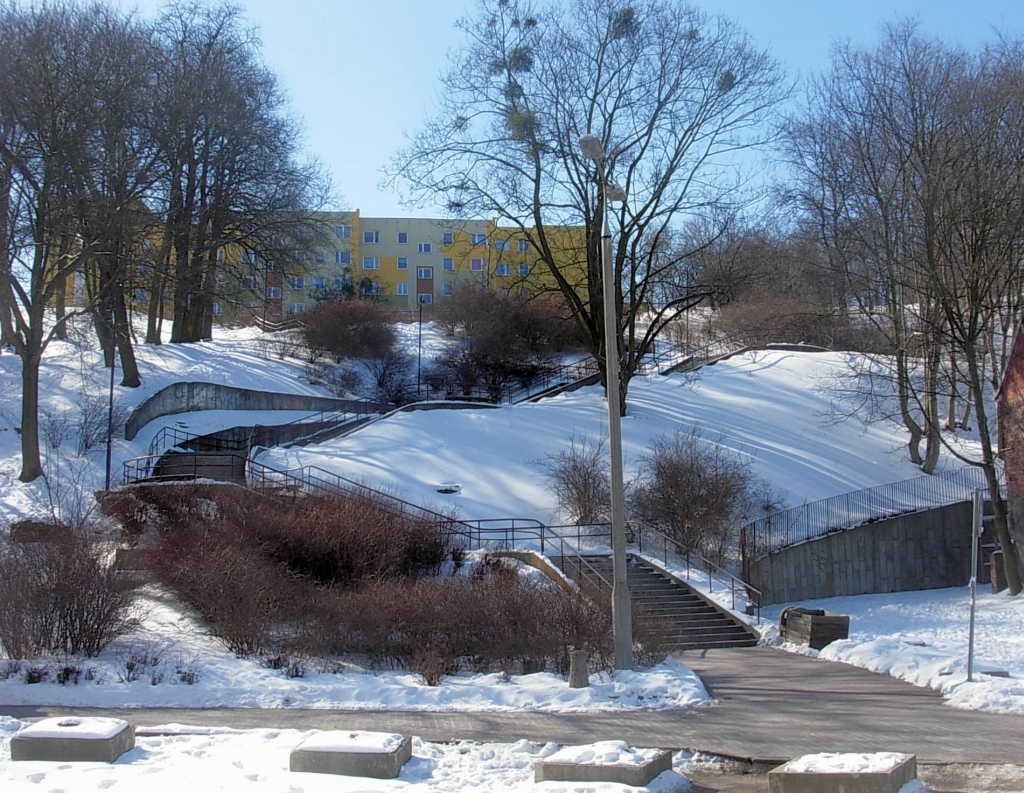
Zbocze ze schodami na Szwederowie

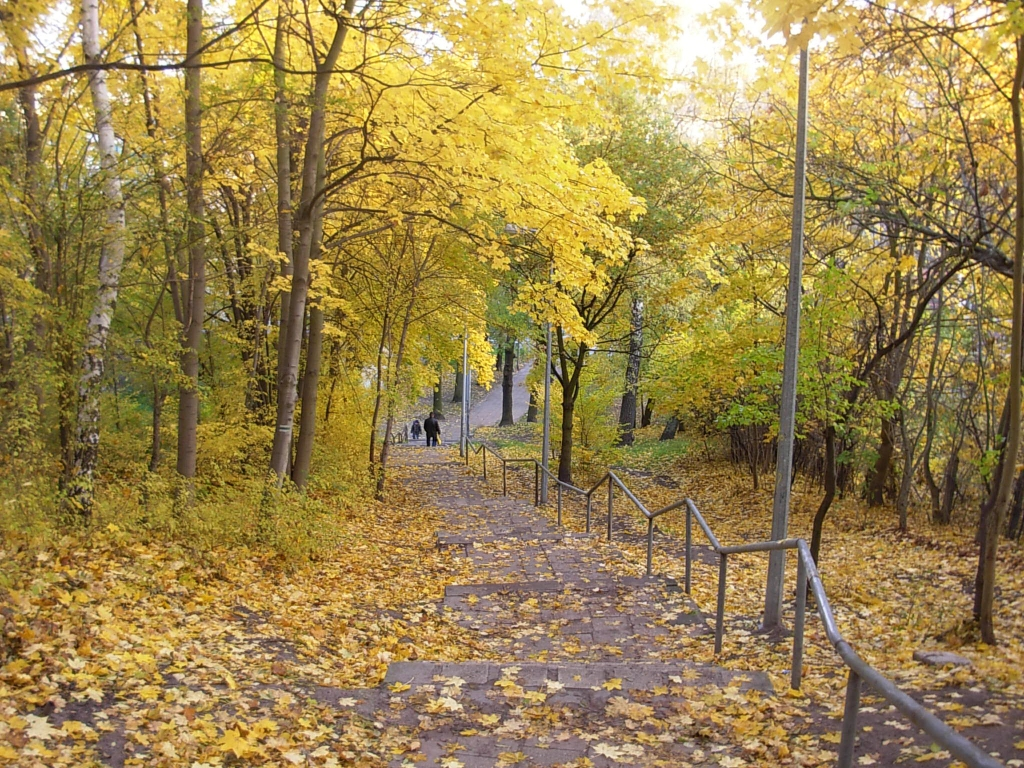
Schody w parku Wzgórze Wolności

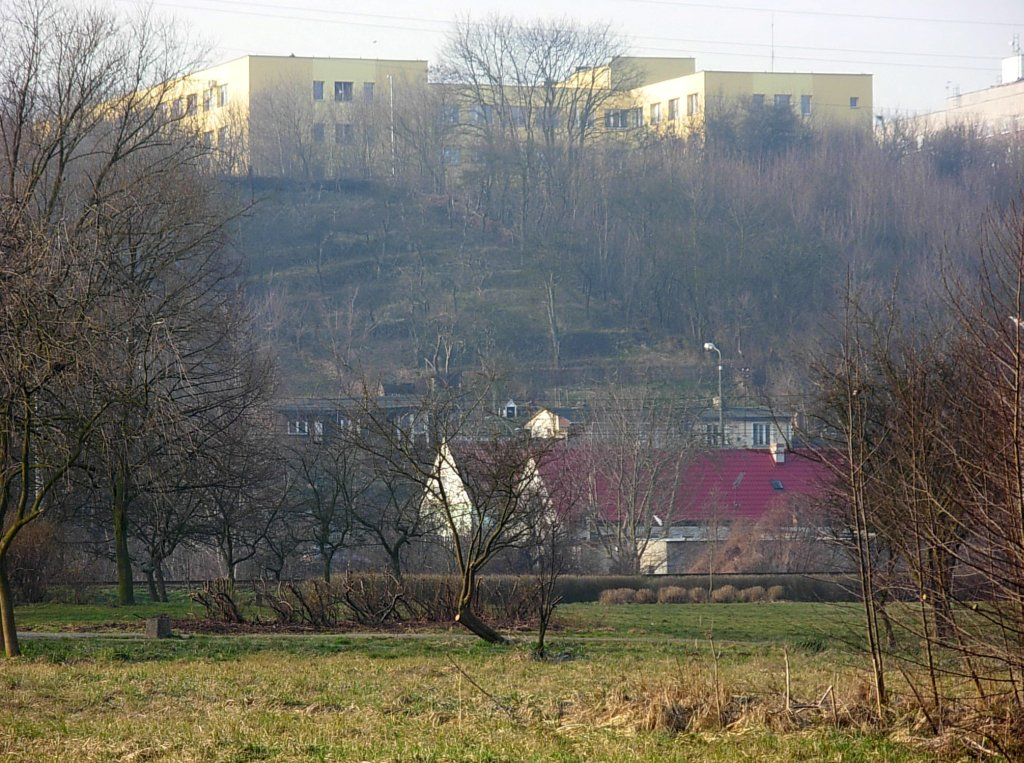
Szpital Uniwersytecki nr 2 na Wzgórzu Wolności – widok z parku Centralnego

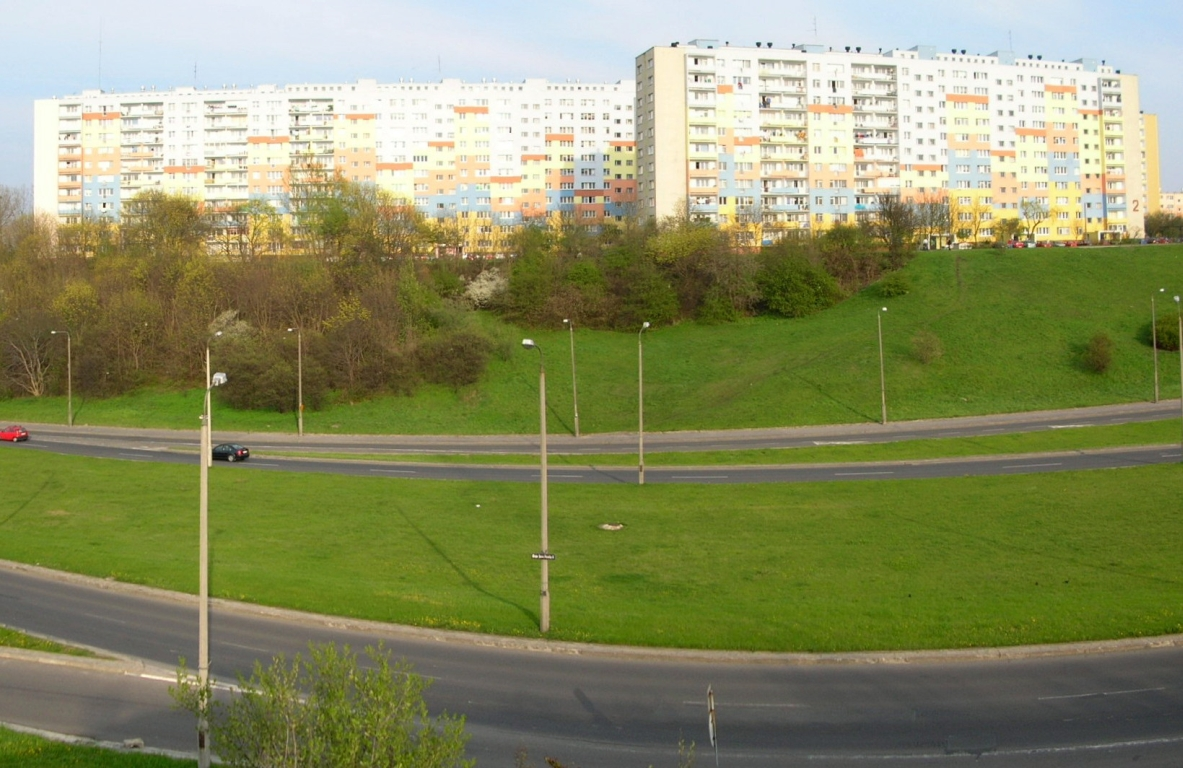
Osiedle Wyżyny nad doliną cieku Niziny, obecnie aleją Jana Pawła II

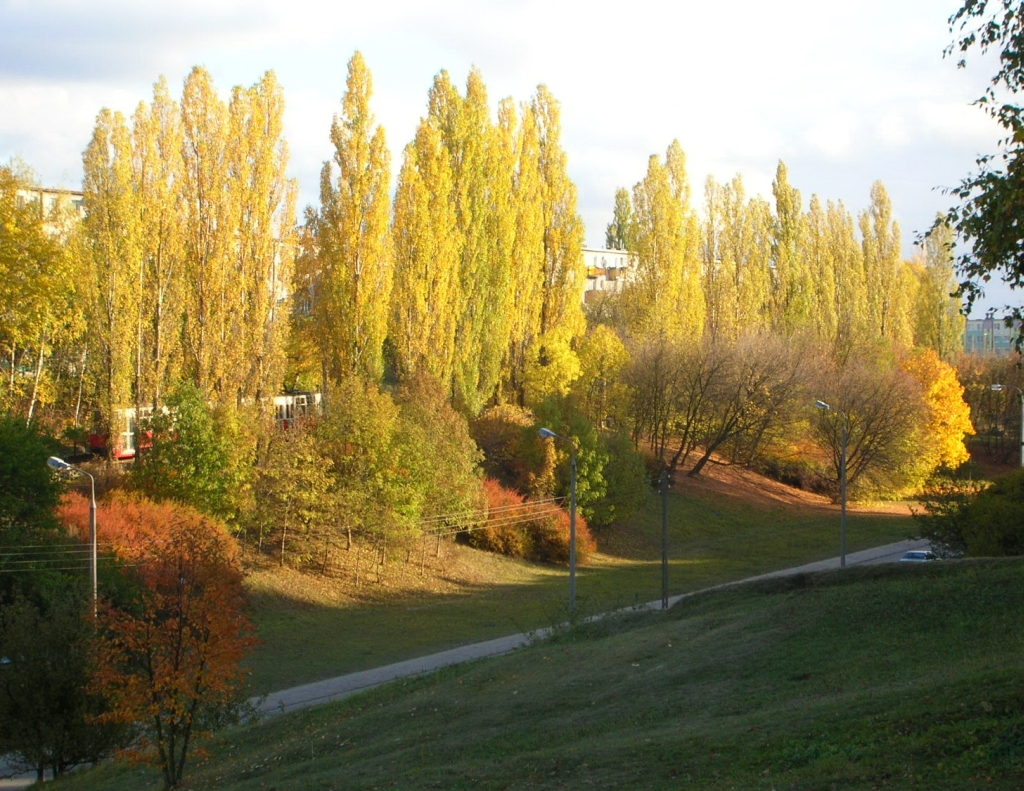
Jar ul. Władysława Bełzy

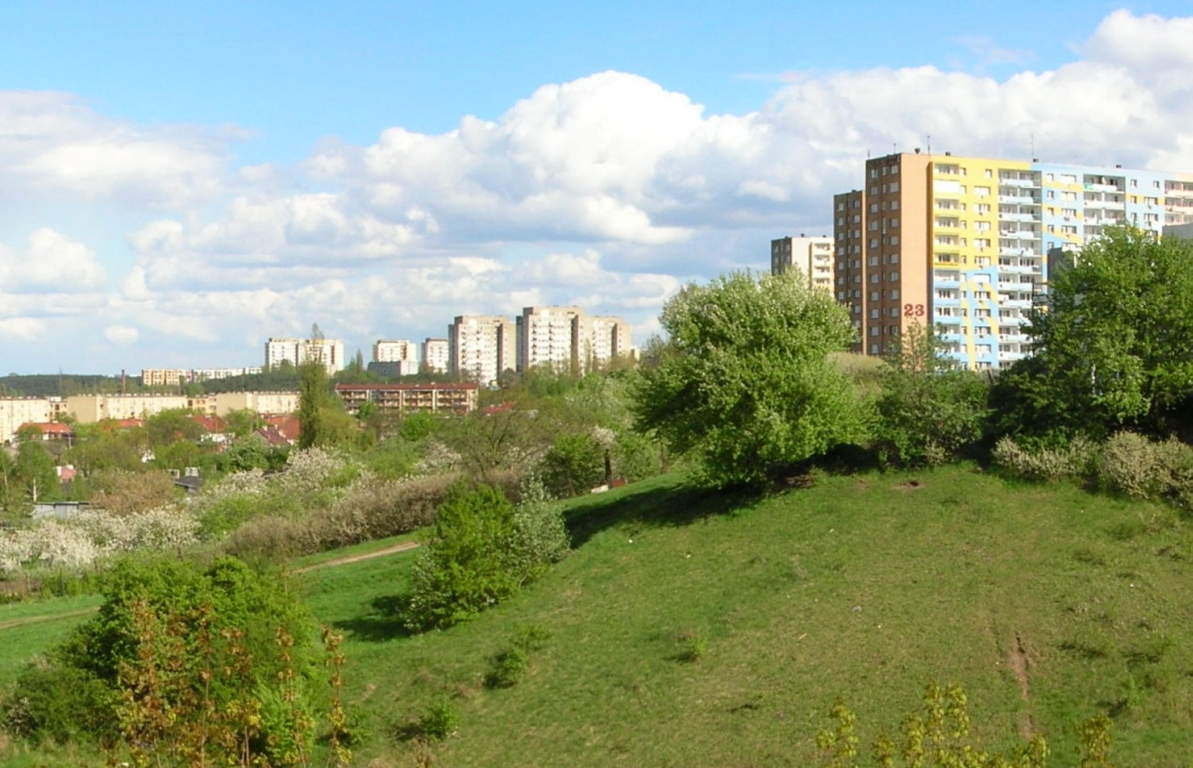
Osiedla Wyżyny i Kapuściska na skarpie

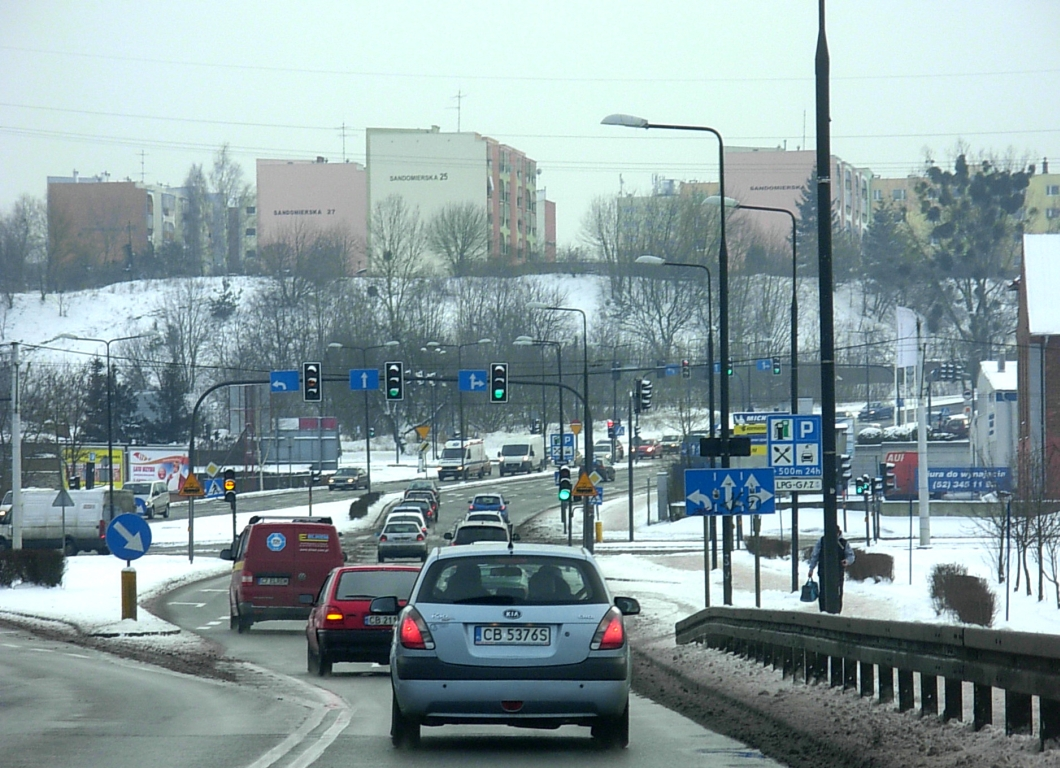
Skarpa Południowa na Kapuściskach

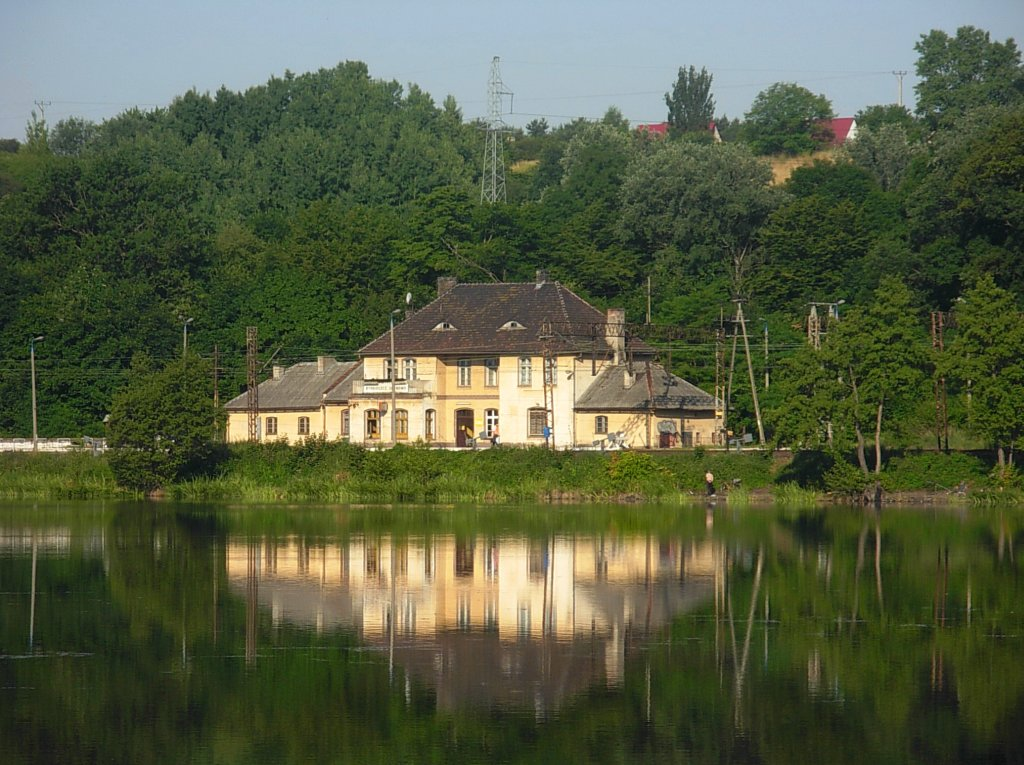
Widok od strony portu drzewnego na stację Bydgoszcz Łęgnowo, w tle Wzgórze Bolesława Krzywoustego

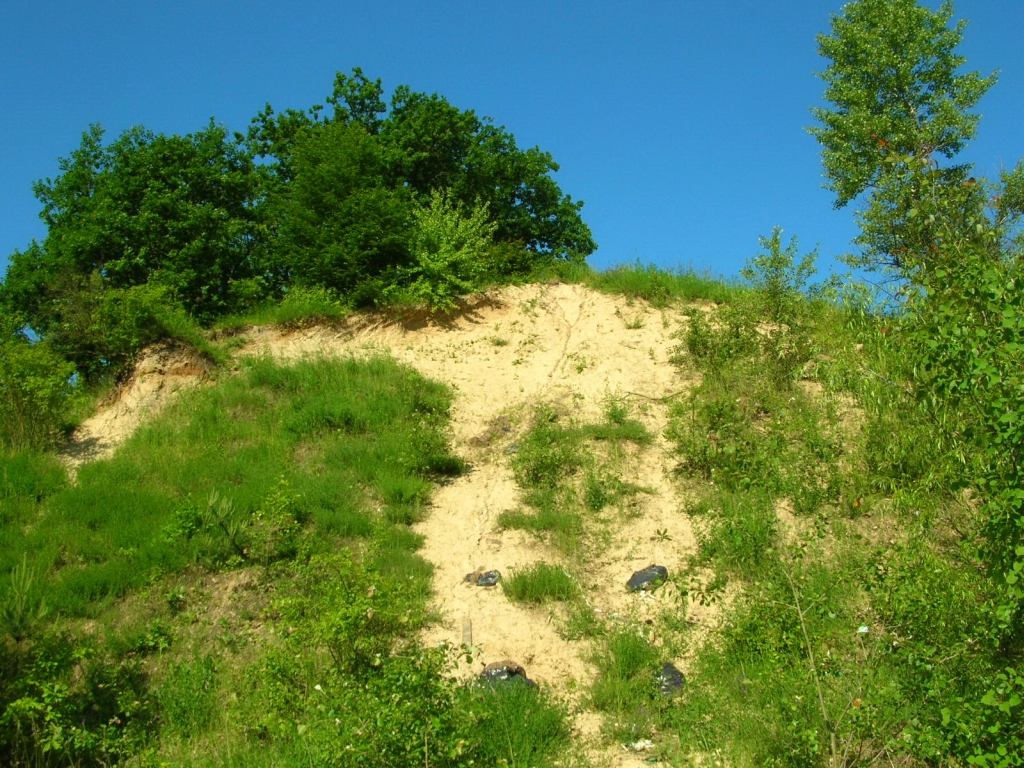
Osuwiska w Łęgnowie

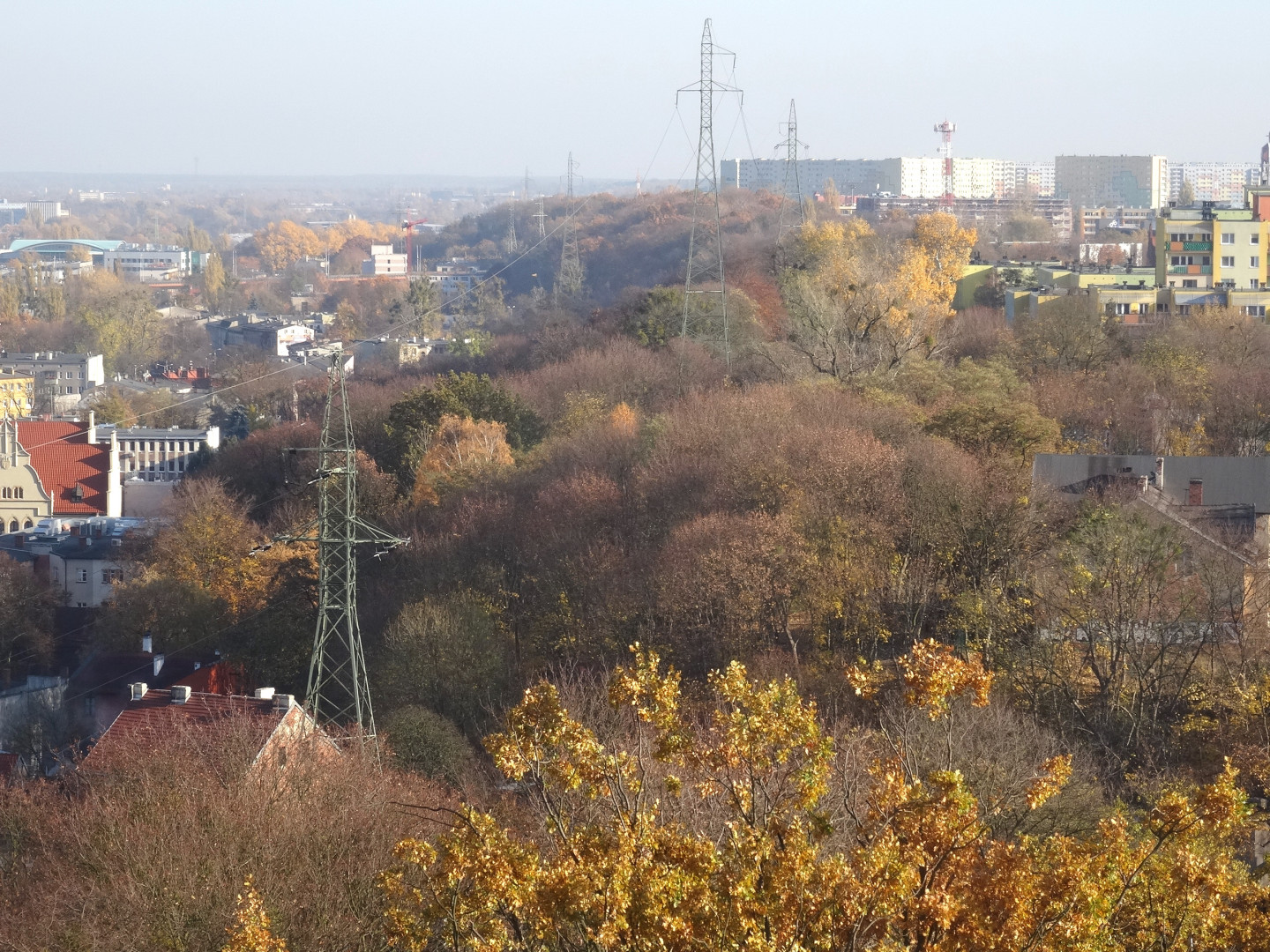
Widok Zbocza z galerii widokowej na wieży ciśnień

Zbocze Bydgoskie zwane również Skarpą Południową – granica mikroregionów fizycznogeograficznych (315.353), fragment strefy krawędziowej wysokiego poziomu tarasowego Pradoliny Toruńsko-Eberswaldzkiej w obrębie Bydgoszczy o deniwelacjach 15–40 m, charakterystyczny element morfologiczny miasta, wykorzystywany rekreacyjnie dla jego walorów przyrodniczych i widokowych.
Jest obok Zbocza Fordońskiego i Zbocza Kruszyńskiego utworem natury wyróżniającym się wysokością i zróżnicowaniem ekologicznym, jednym z ciekawszych na terenie Bydgoszczy.

## Położenie
Zbocze przebiega w kierunku zachód-wschód na południe od rzeki Brdy i równolegle do niej, począwszy od Prądów, przez Miedzyń, Jary, Wilczak, Szwederowo, Wzgórze Wolności, Wyżyny, Kapuściska, Czersko Polskie i Łęgnowo. Na swym wschodnim odcinku zbocze zakręca ku południowemu wschodowi stanowiąc granicę Doliny Łęgnowskiej. Przebiega równoleżnikowo, w niewielkiej (ok. 500 m) odległości od Kanału Bydgoskiego, Brdy, a we wschodnim odcinku – Wisły.

## Historia geologiczna
Zbocze powstało w klimacie peryglacjalnym, u schyłku zlodowacenia bałtyckiego (ok. 14-12 tys. lat temu). Jego ukształtowanie jest wynikiem oddziaływania erozji bocznej wód płynących oraz denudacji. W okresie odpływu wód roztopowych i zmieszanych z nimi wód rzek płynących z południa Polski wzdłuż czoła lądolodu na zachód, powstała Pradolina Toruńsko-Eberswaldzka z rozszerzeniem zwanym Kotliną Toruńską. W miarę spływu wód, pradolina ulegała pogłębieniu, poszerzaniu i terasowaniu. Zbocze powstało wskutek erozji bocznej rzeki, a następnie po obniżeniu podstawy erozyjnej (dna doliny) – procesu wcinania się koryta rzeki (erozja wgłębna), wskutek czego powstała krawędź ograniczająca powierzchnię terasy. Po przebiciu przez Wisłę nowego odpływu wód wprost do Morza Bałtyckiego ok. 12 tys. lat temu, stopniowo ustał odpływ wód pradoliną na zachód, a zatem ustała erozja powiększająca wysokość skarpy. Dno martwej pradoliny wykorzystała Brda, uchodząca do Wisły. Na odcinku od Starego Miasta do Brdyujścia pradolina uległa pogłębieniu wskutek erozji wgłębnej wód Brdy, jako że poziom jej wód był skorelowany z poziomem Wisły, uzależnionej z kolei od poziomu kształtującego się Bałtyku. Powstała holoceńska Dolina Brdy z pięcioma tarasami rzecznymi (widocznymi zwłaszcza po północnej stronie Brdy). Procesy erozji dotyczyły też Zbocza Bydgoskiego, które stanowiło południową krawędź tej doliny. W ten sposób deniwelacja zbocza w ciągu ostatnich 10 tys. lat powiększyła się na odcinku od Szwederowa po Czersko Polskie o kilkanaście metrów. Wyobrażenie o skali erozji wyraża porównanie pierwotnego poziomu wysoczyzny morenowej - ok. 90 m n.p.m., z najwyższym poziomem spływu wód pradoliną na zachód – 70 m n.p.m. i obecnym poziomem wód Brdy przy ujściu do Wisły – 30 m n.p.m..
Kolejnym etapem kształtowania się zbocza były procesy denudacyjne. Nie utrwalone jeszcze przez szatę roślinną, podlegało osuwaniu, spełzywaniu i spłukiwaniu przez wody opadowe i podziemne. Powstały systemy dolinek denudacyjnych, składających się z odnóg i zagłębień. U ich wylotu powstały stożki napływowe z wypłukanych piasków i glin. Po ociepleniu klimatu, formy terenu zostały utrwalone poprzez systemy korzeniowe roślin. Obecnie procesy erozji są kontynuowane jedynie przez wypływające ze zbocza wody podziemne oraz wpływy antropogeniczne.
W ciągu wieków Skarpa Południowa była naturalną barierą rozwoju przestrzennego miasta. Dopiero w XX wieku powstały na górnym tarasie miasta zwarte osiedla mieszkaniowe, powiązane z tarasem dolnym ciągami komunikacyjnymi, które poprowadzono w parowach i dolinkach. W związku z tym duże fragmenty zbocza zostały silnie przekształcone antropogenicznie. Na innych odcinkach założono parki, zaś górną krawędzią poprowadzono aleje widokowe. W XIX wieku wzdłuż ul. Nakielskiej, Wałów Jagiellońskich i Toruńskiej zbocze tarasowano w celu jego eksploatacji rolniczej i sadowniczej oraz utworzenia alejek spacerowych (park na Wzgórzu Wolności).

## Charakterystyka
Zbocze Bydgoskie obejmuje wąski pas terenu (100–400 m) w strefie zboczowej wysokiej terasy pradolinnej (IX) Kotliny Toruńskiej w Bydgoszczy. Granicami morfologicznymi są: podnóże zbocza, jego górna krawędź oraz górne odcinki dolinek erozyjnych i wąwozów.
Zbocze oddziela mikroregiony fizyczno-geograficzne: Miasto Bydgoszcz Północne (dolny taras) i Miasto Bydgoszcz Południowe (górny taras). Wysokości względne zbocza osiągają w części zachodniej ok. 15 m (Prądy), 25–35 m w rejonie Starego Miasta, Wzgórza Wolności, Kapuścisk, do 40 m w Łęgnowie. Wysokość górnej krawędzi zbocza jest w miarę wyrównana i wynosi 68–71 m n.p.m. (poziom terasy pradolinnej IX). Na odcinku zachodnim (Prądy-Wilczak) u podnóża zbocza znajduje się dno pradoliny bydgosko-nakielskiej (54–45 m n.p.m.), na odcinku Stare Miasto-Czersko Polskie – Miejska Dolina Brdy (42–35 m n.p.m.), zaś na wschodnim krańcu – Dolina Łęgnowska (30 m n.p.m.). W pobliżu Otorowa skarpa przechodzi w obszar wydm śródlądowych (Siedmiogóry), które dominują nad położonymi obok obniżeniami z łąkami i lasami liściastymi.
Nachylenie zboczy jest zróżnicowane, wynosi od kilku stopni do około 20º, w miejscach wychodni glin zwałowych. Rozcięcia erozyjne w tej części strefy krawędziowej są najczęściej głębokie i szerokie, zakończone stożkami napływowymi. Wąwozami o łagodnych zboczach prowadzono najważniejsze arterie komunikacyjne miasta (ul. Nasypowa, Szubińska, Kujawska, Jana Pawła II, Bełzy, al. Lecha Kaczyńskiego). W kilku miejscach na zboczu urządzono kompleksy ogrodów działkowych, m.in. na Kapuściskach (rejon ul. Sandomierskiej), Czersku Polskim (ROD „Świt”, „Zorza”, „Na Skarpie”). Zbocze jest miejscami przekształcone antropogenicznie wskutek gospodarki sadowniczej (tarasowanie).

### Przyroda
W strefie zboczowej, pod pokrywą osadów stokowych występują wychodnie pokładów glin morenowych, piasków gliniastych i glacjofluwialnych osadów piaszczysto-żwirowych oraz wypływy wód podziemnych, wykazujące dużą zmienność sezonową. Na osadach gliniastych i ilastych występują siedliska grądów zboczowych, łęgów wiązowo-jesionowych oraz olsów, a w miejscach przesuszonych – dąbrów świetlistych. Strefy zboczowe z osadami deluwialnymi (piaski gliniaste) reprezentują siedliska ubogich grądów, dąbrów i żyznych borów mieszanych. Zbocze porasta z reguły zieleń nieurządzona, typu parkowego, częściowo o charakterze naturalnym. Roślinność typu grądu zboczowego rejestruje się m.in. na Szwederowie, Wzgórzu Wolności, Czersku Polskim, Łęgnowie. Natomiast na Kapuściskach zbocza porasta bór sosnowy, sztucznie wprowadzony w latach 50. XX w. W niektórych dolinkach występują cieki wodne. Do większych z nich należą: Struga Młyńska, potok Niziny (sprowadzony w kolektor po budowie alei Jana Pawła II) oraz cieki w Łęgnowie.

### Ochrona przyrody
W pracy „Środowisko przyrodnicze Bydgoszczy” podano propozycje nowych terenów do objęcia ochroną prawną w Bydgoszczy. Wśród nich znalazła się Skarpa Południowa (zespół przyrodniczo-krajobrazowy) oraz Skarpa Łęgnowska (użytek ekologiczny).
Do najcenniejszych przyrodniczo fragmentów Zbocza należy odcinek na Szwederowie i Wzgórzu Wolności. Zlokalizowane tam parki: na Wzgórzu Dąbrowskiego i Wzgórzu Wolności połączone są aleją Górską. Teren pokryty jest różnowiekowym i wielogatunkowym drzewostanem. Najliczniej występuje klon zwyczajny, a także dąb szypułkowy, jesion wyniosły, klon jesionolistny, a w rejonie Szwederowa także lipa drobnolistna. Przeciętny wiek drzewostanu wynosi kilkadziesiąt lat, jednak nieliczne drzewa osiągnęły wiek około 200 lat. Podszyt składa się z kilkunastu gatunków krzewów i podrostów drzew, będąc schronieniem i miejscem lęgów wielu drobnych ptaków śpiewających. Dominuje w nim: głóg, klon zwyczajny, dereń świdwa. Wśród ptaków występuje 37 gatunków w tym 32 lęgowe, zaś na Wzgórzu Dąbrowskiego – 28 gatunków, w tym 24 lęgowe. Obszar włączono do ostoi ptaków na terenie Bydgoszczy ponieważ stanowi on wyróżniającą się oazę bioróżnorodności położoną na granicy ścisłego centrum miasta. Duże walory przyrodnicze posiadają również grądy zboczowe w Łęgnowie.

### Zagrożenie ruchami masowymi
Na terenie Zbocza Bydgoskiego z uwagi na trudne warunki terenowe (duże nachylenia, wcięcia erozyjne), nie rejestruje się intensywnego zainwestowania. Teren ten jest podatny na degradację z uwagi na erozję i procesy denudacyjne. Na podstawie „Mapy Zagrożeń Ruchami Masowymi Miasta Bydgoszczy” można stwierdzić, że Zbocze Bydgoskie jest w średnim stopniu zagrożone ruchami masowymi. Skarpy wykształcone są przeważnie w glinach zwałowych z piaskami lub wyłącznie w piaskach. Niektóre fragmenty wykształcone w iłach serii poznańskiej posiadają wysoki stopień zagrożenia osuwiskami, obrywami lub spełzywaniem. Dotyczy to fragmentów zbocza na Miedzyniu i w Łęgnowie. W związku z tym w pobliżu skarpy może być prowadzona tylko ograniczona zabudowa, w bezpiecznej odległości.

## Dolinki
Charakterystycznym elementem mikroregionu jest system przekształconych denudacyjnie dolinek. Utwory te są silnie przekształcone przez człowieka, głównie wskutek prowadzenia w nich ciągów komunikacyjnych.
Główne dolinki i parowy Zbocza Bydgoskiego (z zachodu na wschód):
| Miejsce                           | Jednostka urbanistyczna | Opis |
| --------------------------------- | ----------------------- | --- |
| Ul. Prądy                         | Prądy                   | Miejsce osady Prondy, darowanej w 1633 r. jezuitom bydgoskim. Dolina jest odwadniana przez potok Prądy; przynajmniej od XIX w. istnieje tu staw przepływowy |
| Międzyń ul. Tańskich, a Maciaszka | Miedzyń                 | Dolina Podprądy odwadniana przez Strugę Młyńską, będącą dopływem Kanału Bydgoskiego. Istnieje tu budynek dawnego młyna wodnego; staw przepływowy widnieje na mapach z XIX i XX w. |
| Przy ul. Pijarów                  | Miedzyń                 | Istniała tu osada młyńska zwana Miedzyń, odnotowana już w 1583 r., a następnie folwark należący do miasta Bydgoszczy. Obecnie dolinka jest odwadniana ciekiem, istnieje też staw, wzdłuż strumienia rośnie las łęgowy. |
| Ul. Nasypowa                      | Jary                    | Droga w dolince istniała już w XIX wieku, po II wojnie światowej wybudowano ul. Nasypową. |
| Ul. Czerwonego Krzyża             | Jary                    | Przy cieku w dolinie istniał folwark Wilczak Wielki, wydzierżawiony w 1732 r. przez bydgoską Radę Miejską. Potem funkcjonowała tu cegielnia, a drogę dojazdową nazwano ul. Jary, po 1927 r. zmienioną na ul. Czerwonego Krzyża. |
| Ul. Szubińska                     | Wilczak                 | W obniżeniu od czasów średniowiecza prowadził trakt z Wielkopolski przez Bydgoszcz na Pomorze Gdańskie, w XIX u podnóża zbocza utworzono Plac Poznański, przebudowany w latach 80. XX w. na rondo. |
| Dolina Pięciu Stawów – ul. Stroma | Szwederowo              | W średniowieczu istniał tu ciąg kaskadowych stawów, z których w XVI-XIX w., rurami z wydrążonych drewnianych pni była doprowadzana woda do publicznych studni miejskich w Bydgoszczy. W dolinie od 1699 r. istniał folwark Goryczkowo, wydzierżawiony w 1732 r. przez bydgoską Radę Miejską (dwór w stanie ruiny istnieje do dzisiaj). W XIX wieku mieściła się tu cegielnia. W jej sąsiedztwie od 1864 roku istniała restauracja z ogródkiem zwana Doliną Szwajcarską, czynna do I wojny światowej. W 2001 r. przeprowadzono rekultywację terenu i urządzono park dzielnicowy dla Szwederowa i Górzyskowa. |
| Ul. Podgórna                      | Szwederowo              | W niewielkim parowie od średniowiecza prowadził trakt z Bydgoszczy w kierunku południowym. W XIX w. łączył on z miastem folwarki: Szwederowo, Goryczkowo, Biedaszkowo, Trzciniec i Ciele. |
| Ul. Wiatrakowa                    | Szwederowo              | W parowie urządzono drogę łączącą folwark Nowy Dwór z Bydgoszczą. |
| Ul. Kujawska                      | Szwederowo              | Od średniowiecza prowadził tędy trakt z grodu bydgoskiego w kierunku południowym na Kujawy Inowrocławskie. U wylotu drogi wybudowano pierwszą bydgoską świątynię pw. św. Idziego (prawdopodobnie ufundowaną przez księcia kujawskiego Kazimierza i utrzymywaną przez miejscowego kasztelana). Wzdłuż drogi powstała zabudowa pierzejowa, którą częściowo rozebrano w latach 80. XX w. |
| Al. Jana Pawła II                 | Wzgórze Wolności        | Największa i najdłuższa dolina w Zboczu Bydgoskim sięgająca aż Bielic i Glinek. Odwadniana jest przez ciek Niziny, wzdłuż którego w XIX w. rozlokowane były folwarki: Rupienica i Bielice Nowe (potok sięgał obecnego Lotniska). Przy strumieniu płynącym w dolinie biegła ulica Niziny, a wzdłuż niej istniało ok. 60 domów z ogrodami powstałych na rozparcelowanym terenie należącym do miejscowego właściciela ziemskiego. W latach 80. XX w. mieszkańców wykwaterowano, dolinę poszerzono, złagodzono stoki i skorygowano spadek podłużny, urządzając w niej arterię komunikacyjną będącą fragmentem trasy przelotowej północ-południe przez Bydgoszcz. Strumień skierowano w kolektor podziemny; wychodzi on na powierzchnię niedaleko ujścia do Brdy. |
| Jar Czynu Społecznego             | Wyżyny                  | W jarze już w XIX w. znajdowała się droga wiodąca do szkoły gminnej Bartodzieje Małe. Po budowie w latach 70. osiedla mieszkaniowego Wyżyny, w jarze utworzono pieszojezdnię. |
| Ul. Władysława Bełzy              | Kapuściska              | W dolinie w XIX w. znajdowała się droga wiodąca z Bartodziei Małych do Puszczy Bydgoskiej (kierunek Gniewkowo). W okresie międzywojennym obok ul. Glinki była jedną z głównych dróg w tej części miasta. Utwardzono ją i wyposażono w torowisko tramwajowe w latach 50. podczas budowy osiedla Kapuściska. |
| Al. Lecha Kaczyńskiego            | Kapuściska              | Niewielki parów, w którym już w XIX istniała droga (ul. Częstochowska, Sandomierska) prowadząca do ul. Toruńskiej. W latach 50. przebudowana na drogę o dużym znaczeniu komunikacyjnym dla budującego się wówczas osiedla mieszkaniowego. W 2001 r. oddano u jej wylotu most przez Brdę im. Kazimierza Wielkiego. |
| Jar Kapuściska                    | Kapuściska              | Druga co do wielkości dolina w Zboczu Bydgoskim. Na mapach sprzed II wojny światowej odwadniana przez ciek wpadający do Brdy. Jej zbocza zalesiono borem sosnowym w latach 50. XX w. Jest to jedna z niewielu dolin Zbocza Bydgoskiego, która zachowała w przybliżeniu stan naturalny. Docelowo przeznaczona pod arterię komunikacyjną odciążającą al. Lecha Kaczyńskiego. |
| Jar magistrali węglowej           | Czersko Polskie         | Niewielki parów, który po odpowiednim wyprofilowaniu wykorzystano w latach 1928–1930 podczas budowy magistrali węglowej Herby Nowe – Gdynia. Nieopodal powstał most kolejowy nad Brdą, istniejący do dziś. |
| Ul. Hutnicza                      | Czersko Polskie         | Niewielkie wcięcie erozyjne, którym już w XIX wieku biegła droga z Czerska Polskiego do Puszczy Bydgoskiej (kierunek Żółwin, Nowa Wieś Wielka). U jej wylotu, nad Brdą znajdowała się jedna z najstarszych podbydgoskich wsi Siersko, odnotowana już w XIV wieku. Dwa wieki później była własnością starosty kaliskiego Janusza Grudzińskiego, który usiłował tutaj założyć miasto Grudzieniec, konkurencyjne dla Bydgoszczy. U wylotu doliny znajdowała się dawna przeprawa przez Brdę, kontrolowana w XI-XIV wieku przez garnizon pobliskiego Wyszogrodu nad Wisłą. W okresie międzywojennym przy dolinie istniała Wielkopolska Huta Szkła, od której wzięła się nazwa ulicy.                                                                              |

## Wzgórze Bolesława Krzywoustego
W Czersku Polskim, tuż nad ujściowym odcinkiem rzeki Brdy, znajduje się wzgórze narożne Zbocza Bydgoskiego, które zmienia w tym miejscu kierunek na południowo-wschodni. Miejsce to nazwano w dwudziestoleciu międzywojennym Wzgórzem Bolesława Krzywoustego. Wzgórze (69 m n.p.m.) znajduje się ponad stacją kolejową Bydgoszcz Łęgnowo. Wznosi się ok. 38 m nad okolicznym terenem i 40 m ponad lustrem Wisły. Widok z góry jest rozległy, choć ograniczany przez chaotycznie rozrośniętą roślinność. Widać stąd Brdę, tor regatowy, zakole Wisły, niziny nadrzeczne oraz w oddali zabudowę dzielnicy Fordon.
Nazwa nawiązuje do kroniki Galla Anonima, w której podano, że książę w 1112 w. wraz z drużyną wojów przekroczył Brdę przez dawny bród zdobywając pobliską warownię Wyszogród po ośmiodniowym oblężeniu. W czasie zaboru pruskiego również Niemcy upodobali sobie to wzgórze, nadając mu nazwę „Alberthöhe”, na pamiątkę pobytu tutaj księcia pruskiego Albrechta Hohenzollerna podczas manewrów wojskowych w 1828 r. Ulokowano w tym miejscu kamień pamiątkowy, a niemiecka młodzież jeszcze w okresie po I wojnie światowej pielgrzymowała na to wzgórze. W 1890 r. podczas poszukiwań historycznego Wyszogrodu, członkowie Towarzystwa Historycznego Obwodu Nadnoteckiego odkryli na tym terenie ślady fundamentów większej budowli, którą można utożsamiać ze strażnicą pobliskiego brodu, przy którym miał powstać stały most, obiecany przez księcia Władysława Opolczyka w 1382 r.
W dwudziestoleciu międzywojennym organizacja Przysposobienie Wojskowe Kobiet postanowiła w tym miejscu ustawić krzyż. Na czele specjalnego komitetu stanął m.in. proboszcz parafii farnej ks. Józef Schulz. Uroczystości odbyły się 16 października 1932 r. z udziałem przedstawicieli władz administracyjnych, wojska, harcerzy, Towarzystwa Gimnastycznego „Sokół” oraz 3 tys. widzów. Ustawiono drewniany krzyż o 8-metrowej wysokości „…jako symbol miłości, zgody i pokoju, będący wyrazem wdzięczności za uzyskaną niepodległość Polski...”, a wzgórzu nadano imię Bolesława Krzywoustego.

## Zagospodarowanie rekreacyjne
Mikroregion jest obszarem o dużym potencjale przyrodniczym i rekreacyjno–wypoczynkowym. Jego wartością jest znaczne (ok. 30 m) wyniesienie względem poziomu Starego Miasta. Uwarunkowania te powodują, że jest charakterystycznym elementem krajobrazu Bydgoszczy, jednym z jego cenniejszych walorów. Zalety te dostrzegano już w XIX wieku. Na ten okres datują się początki budowy trasy widokowej wiodącej z Wilczaka na Bartodzieje Małe. W 1832 r. z inicjatywy prezydenta regencji bydgoskiej, Honorowego Obywatela Bydgoszczy i przewodniczącego Towarzystwa Upiększania Miasta i Okolic – Carla von Wissmanna utworzono park na Szwederowie (Wissmannshöhe) między ulicami Stromą a Podgórną. Dwa lata później zagospodarowano wzgórze między ulicami: Lubelską i Seminaryjną (Wilczak) na park tarasowy z drzewostanem złożonym z dębów, buków, grabów, jesionów, lip, klonów i kasztanowców. W 1835 r. park zwiedził następca tronu pruskiego, późniejszy Fryderyk Wilhelm IV i nazwał go Prinzehöhe. W 1870 r. kolejny park na wzgórzu (Naumannshöhe) między ulicami Szubińską, Seminaryjna i Wysoką założył ówczesny prezydent rejencji bydgoskiej Johann Naumann. W 1890 r. rozpoczęto budowę tzw. Plant Okrężnych (w odróżnieniu od Plant nad Brdą, które wiodły wzdłuż rzeki), w 1900 r. oddano na Wzgórzu Dąbrowskiego wieżę ciśnień z tarasem widokowym, a w 1913 r. na Wzgórzu Wolności wybudowano wieżę Bismarcka (zburzoną w 1926 r., od 1946 r. Cmentarz Bohaterów Bydgoszczy) wraz z parkiem górskim (Bismarckhöhe). Z obu tych miejsc można było podziwiać panoramę miasta, a łącząca je aleja Górska była trasą widokową. Trasę rozbudowano w dwudziestoleciu międzywojennym i podczas okupacji. Całość była obficie zadrzewiona. W parku rosło 70 gatunków drzew liściastych, iglastych oraz krzewów. Po wojnie zbudowano kolejne odcinki trasy na Wyżynach i Kapuściskach dla mieszkańców wzniesionych tam osiedli mieszkaniowych.
W 2012 r. ścieżka spacerowa istniała niemal na całej długości Zbocza Bydgoskiego – od Miedzynia do Czerska Polskiego, choć odcinki o dobrym standardzie użytkowym należały do rzadkości. W wielu miejscach trasa jest zaniedbana, niemal dzika, uniemożliwiając swobodny dostęp i rekreacyjne wykorzystanie. Od Szwederowa po Kapuściska wiedzie z reguły utwardzona aleja, a na pozostałym obszarze wydeptane ścieżki. Ciekawa krajobrazowo jest wschodnia część krawędzi w okolicach Łęgnowa, skąd można podziwiać zakole Wisły.
Projekt odbudowania trasy na odcinku staromiejskim podjęto w 2008 r., nie zakończył się jednak powodzeniem. W 2012 r. nową koncepcję w pracy opublikowała Miejska Pracownia Urbanistyczna. Według tego opracowania ścieżka winna przebiegać od ul. Stromej do Cmentarza Bohaterów Bydgoszczy, zachowując ciągłość na całym odcinku (bezkolizyjne przejścia nad ul. Kujawską i trasą Uniwersytecką) wraz z infrastrukturą towarzyszącą, punktami widokowymi i zejściami na dolny taras miasta.